# نورمان فوستر (سياسي)
نورمان فوستر (بالإنجليزية: Norman Foster)‏ هو نقابي وسياسي أسترالي، ولد في 12 مارس 1921 في أديلايد في أستراليا، وتوفي بنفس المكان في 19 نوفمبر 2006. حزبياً، نشط في حزب العمال الأسترالي وحزب العمال الأسترالي (فرع جنوب أستراليا) ‏. وقد انتخب عضو مجلس النواب الأسترالي عن دائرة Division of Sturt ‏ وقد انضم خلال فترته النيابية (25 أكتوبر 1969 – 2 ديسمبر 1972)  للكتلة البرلمانية حزب العمال الأسترالي وفي 1975 South Australian state election ‏، انتخب عضو مجلس جنوب أستراليا التشريعي وقد انضم خلال فترته النيابية ‏ (12 يوليو 1975 – 5 نوفمبر 1982)  للكتلة البرلمانية حزب العمال الأسترالي (فرع جنوب أستراليا) ‏.